# The First Cut Is the Deepest (Sheryl Crow)
The First Cut Is the Deepest è il primo dei due singoli estratti dalla raccolta The Very Best of Sheryl Crow pubblicata nel 2003 dalla musicista americana Sheryl Crow.

## Il brano
È una cover di un brano di Cat Stevens del 1967, scritto per la cantante americana P. P. Arnold. Si è classificato al 14º posto nella classifica Billboard Hot 100 negli Stati Uniti, al 37º posto nella Official Singles Chart nel Regno Unito e al 50º posto nelle classifiche dei singoli in Australia.
Ha avuto una nomination come "Best Female Pop Vocal Performance" ai Grammy Awards del 2004.

## Video
Nel video musicale, diretto da Wayne Isham nello Utah meridionale, si vede Sheryl in un deserto roccioso che canta il brano con la sua chitarra acustica, cavalca un cavallo mustang e fa il bagno in una sorgente, con immagini in rapida dissolvenza.

## Tracce
CD singolo EU
1. The First Cut Is the Deepest (Album version) – 3:45
2. My Favorite Mistake (Live in Central Park) – 4:14

CD Maxi singolo EU
1. The First Cut Is the Deepest (Album version) – 3:45
2. Everyday Is A Winding Road (Live in Central Park) – 5:29
3. My Favorite Mistake (Live in Central Park) – 4:14
4. Leaving Las Vegas (Live in Central Park) – 7:21

## Classifiche
Posizioni massime
| Classifica (2003-2004) | Posizione massima |
| ---------------------- | ----------------- |
| Australia (ARIA)       | 50                |
| Stati Uniti            | 14                |
| Regno Unito            | 37                |

Classifica di fine anno
| Classifica 2004                 | Posizione |
| ------------------------------- | --------- |
| Stati Uniti (Billboard Hot 100) | 28        |